# No.6
No.6 (ナンバー・シックス, Nanbā shikkusu) é uma série composta de nove romances escrita por Atsuko Asano e publicada pela editora Kodansha entre outubro de 2003 e junho de 2011. A história ganhou uma adaptação para mangá desenhada por Hinoki Kino e um anime de onze episódios, produzido pelo estúdio Bones, que foi ao ar em Julho de 2011.

## Sinopse
NO.6 é uma cidade rica e moderna, onde todos os seus moradores tinham um bom estilo de vida.  Shion por atingir excelentes notas na escola e por ter ganho vários prémios, ele e sua mãe conseguem moradia na parte mais rica de sua cidade. Entretanto no seu aniversário de 12 anos, Shion é tomado por impulso e grita de sua janela no meio de uma tempestade forte.
Ao gritar, Shion chama a atenção de Nezumi (cujo nome se traduz para "Rato" em português), um rapaz que está fugindo para se salvar.  Aproveitando-se da janela aberta, Nezumi vê uma opurtonidade para escapar e então entra no quarto de Shion, mas ao contrário do que podiaria imaginar, Shion não o denunciou, apesar de logo em seguida descobrir que o pobre garoto é um fugitivo "perigoso" e mesmo assim ajuda-o a se alimentar. Nezumi desaparece no dia seguinte e Shion acaba sendo confrontado e interrogado por ter salvo o fugitivo, entretanto Shion e sua mãe acabam perdendo todos os seus benefícios indo viver na parte "pobre" da cidade sendo assim Shion não estudava mais numa escola de elite e passou a servir ao estado, trabalhando assim na vigilância de robôs de limpeza da cidade.
Quatro anos depois de seu encontro com Nezumi, Shion e seu companheiro de trabalho ao verificarem as câmaras dos rôbos ambos encontraram um corpo, tempos depois descobrindo ser um parasita que parece afetar a cidade e Shion suspeitando de algo desta vez foi capturado por agentes do governo. No entanto Nezumi aparece e o salva e eles conseguem escapam da NO.6 e só agora Shion descubrirá a parte sombria de NO.6 junto de Nezumi e assim começará uma história de batalhas e o descobrimento de um novo amor, que está prestes a começar..

## Personagens
Shion (紫苑)
Dublado por: Yūki Kaji
Shion é um menino inteligente e idealista que estava prestes a entrar no currículo especial para alunos superdotados, com especialização em Ecologia, até o seu encontro fatal com Nezumi em seu décimo segundo aniversário. Embora soubesse que Nezumi era um fugitivo procurado, ele cuidou do ferimento de bala em seu braço (ou ombro na adaptação do mangá), lhe oferece comida e o protege, colocando-o em seu quarto. Após uma investigação da polícia, ele foi punido por ter ficado com um fugitivo conhecido e foi destituído de seu status de elite na sociedade baseada em castas. Ele e sua mãe foram forçados a se deslocar de sua casa na elite Chronos para Cidade Perdida e ele já não era permitido entrar no currículo especial. Quatro anos mais tarde, Shion, agora com 16, trabalha para o Parque de Manutenção No.6 onde controla robôs de gestão de resíduos. Um dia, Shion e sua colega de trabalho descobrem o corpo de um homem aparentemente velho no parque. Quando a morte do homem não é relatado na notícia, e Shion descobre que o corpo pertencia a um homem de apenas 31 anos, ele se torna suspeito do governo. Logo após esse incidente, o seu colega de trabalho de sua idade é picado por um desses parasitas. Shion é preso em seguida, sob o pretexto de ser suspeitos de assassinar seu colega de trabalho. Nezumi o salva das autoridades e o leva para o Bloco Oeste, as favelas fora da cidade. Shion quase morre pois ele está infectado com uma abelha parasita, mas Nezumi o salva pela segunda vez, apesar de Shion fica com cabelo branco e uma cicatriz que parece uma cobra vermelha ondulando do tornozelo ao pescoço. Mais tarde na história, ele trabalha a tempo parcial para Inukashi. Ele é amigo de infância de Safu.
Nezumi (ネズミ) (Rato)
Dublado por: Yoshimasa Hosoya
Nezumi é um menino inteligente, tem em torno de 16 anos de idade com um passado obscuro. Quatro anos atrás, em sua corrida desesperada da polícia da No.6, ele encontrou por acaso uma casa com uma janela aberta e entrou. Ferido e molhado, ele conheceu ocupante do quarto, Shion, um menino de mais ou menos a sua idade. Nezumi ficou chocado quando Shion, apesar de compreender o perigo de ajudá-lo e a falta de recompensa potencial, tratou o ferimento e o protegeu à noite. No dia seguinte, ele fugiu para a segurança, e agora vive fora de No.6 no Bloco Ocidental. Quando ele descobre que Shion está sendo forçosamente transportado para o Instituto Correcional, ele arrisca sua vida para salvá-lo. Juntos, eles escapam para o Bloco Oeste, onde Nezumi vive e permite que Shion fique com ele. Nezumi normalmente anda sozinho e deixa Shion em casa, ele costuma ser um solitário. Nezumi é um conhecido ator/ atriz sob o nome: Eva, nos palco, e, tem talento para cantar, atuar e dançar. Sua casa está cheia até a borda com os livros, a maioria dos quais são clássicos. Ele frequentemente cita esses livros no local (especificamente Macbeth e Fausto). Ele é um lutador habilidoso e tem muito afinados de 'malandragem'. Ele despreza a cidade de No.6, chamando-a de "cidade parasita" e passou anos tentando encontrar uma maneira de destruí-lo. Mais tarde se descobre que ele é o único sobrevivente de um extermínio no local onde foi construída a cidade.
Inukashi (イヌカシ)
Dublado por: Kei Shindō
Uma dos moradores do bloco Ocidental que nunca viveu na NO.6. Inukashi (Guarda Cães) é uma garota ousada que dirige um hotel decadente e aluga muitos cães como aquecedores durante o inverno. Inukashi tem um número de negócios obscuros, incluindo coleta de itens para vender a partir de um contato que vem de dentro do Instituto Correcional NO.6. Inukashi foi salva por um cachorro que ela chama de "Mãe", e se preocupa profundamente com os cães como um todo. Inukashi tem uma relação volátil com Nezumi, que muitas vezes vai para Inukashi para comprar informações. Inukashi às vezes pede para Nezumi cantar para os cães quando morrem para aliviar seu sofrimento.
Safu (沙布)
Dublado por: Yasuno Kiyono
Amiga de infância de Shion. Como Shion, ela é um gênio desde criança - a sua especialização é neurobiologia. - Logo no início da série, ela vai estudar no exterior no No.5 cidade. Antes de sair da No.6, ela pede a Shion para ter relações sexuais com ela, mas Shion se recusa, dizendo que ele sempre pensou nela como um amigo. Após a morte de sua avó, ela retorna para No.6. O tempo que passou em No.5 a mudou, e ela começa a duvidar de que No. 6 é realmente a utopia e que ela foi levada para acreditar. Mais tarde na história ela é sequestrada pelas autoridades e é levada para o Instituto Correcional para ser usada como uma amostra para experimentos em humanos da cidade.
Karan (火藍)
Dublado por: Rei Sakuma
Mãe de Shion. Quatro anos depois daquele acontecimento, ela e Shion foram enviados para viver na Cidade Perdida, onde abriu uma padaria. Quando Shion foi declarado pelas autoridades para ser preso pelo crime de assassinato, ela cai em desespero. No entanto, ela aprende um jeito de se comunicar com Shion através de correspondência por Nezumi, que é capaz de enviar mensagens curtas passando vigilância da Cidade usando seus ratos. Apesar de sua preocupação para com seu filho, ela está determinada a continuar com sua vida, segurando-se a crença de que ela e seu filho um dia vão se reencontrar.
Rikiga (力河)
Dublado por: Masaki Terasoma
Um dos moradores do Bloco Ocidental. Um ex-jornalista, que agora dirige uma revista pornô. Ele também executa um serviço de prostituição lenocínio. É um negócio lucrativo que permite a ele uma vida de luxo. Ele é um fã de Eva, personagem Nezumi no palco, mas é Nezumi não o acha nem um pouco amigável, e o trata com desdém. No passado, ele era apaixonado por Karan.

## Romances
No.6 começou como uma série de romances escrita por Atsuko Asano. Nove volumes foram publicados pela Kodansha entre 10 de outubro de 2003 e 14 de junho de 2011. A Kodansha começou a publicar a versão bunkobon (Edição encadernada) dos romances em 13 de outubro de 2006. A série foi recentemente traduzida para o português.

## Mangá
A adaptação para mangá foi desenhada por Hinoki Kino, publicada pela Kodansha e começou a ser lançada em Março de 2011 pela revista Aria. No Brasil, foi publicada pela NewPOP.

## Anime
Uma adaptação para anime produzida pelo estúdio Bones e dirigida por Kenji Nagasaki começou a ser exibida no Japão pela Fuji TV no bloco noitaminA em 8 de julho de 2011. O tema do anime de abertura é "Spell", da banda Lama e o tema de encerramento é "Rokutōsei no Yoru" (六等星の夜?), da cantora Aimer. Sentai Filmworks licenciou o anime para o público americano, que foi lançado em DVD e Blu-ray em 21 de agosto de 2012.